# Eutrema japonská

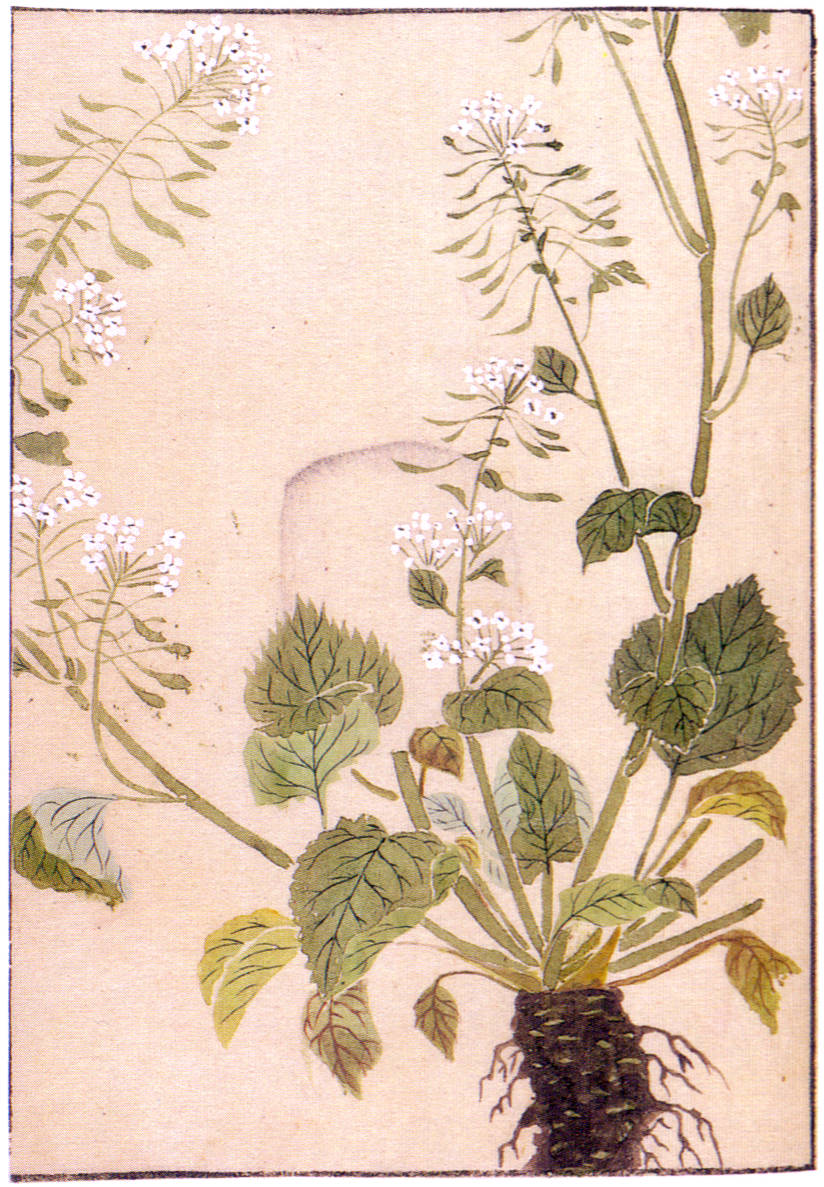
Nákres eutremy japonské

Eutrema japonská (Eutrema japonicum), v minulosti známa pod vědeckým jménem Wasabia japonica nebo Eutrema wasabi, je vytrvalá bylina, druh rodu eutrema. Její domovinou je Japonsko a v České republice je, zásluhou svých oddenků, známa pod jmény „wasabi“ nebo „japonský křen“.

## Ekologie
Rostlina byla postupně z Japonska rozšířena na Tchaj-wan, do Koreje a na ruský Dálný východ. Počíná se pěstovat i na Novém Zélandu a na západě USA. Ve své domovině roste při teplotě 8 až 18 °C na zastíněných březích horských řek, jejíchž vody omývají kořeny rostlin.

## Popis
Vytrvalá rostlina, vysoká 20 až 60 cm, vyrůstající z asi 3 cm hrubých oddenků. Bazální listy v růžici mají dlouhé řapíky, jejich srdčité až ledvinovité čepele jsou 6 až 15 cm dlouhé a 6 až 18 cm široké, po obvodě jemně zubaté a zvlněné, na konci zaoblené. Střídavé lodyžní listy mají řapíky kratší, jejich čepele jsou vejčité až srdčité, 2 až 4 cm velké, dlanitě žilnaté, jemně zubaté a na konci špičaté.
Hroznovité květenství je sestaveno z oboupohlavných čtyřčetných květů, jejich stopky se po odkvětu prodlužují a květenství se rozvírají. Podlouhlé kališní lístky jsou asi 3 mm velké, korunní lístky jsou bílé, asi 8 mm velké a na koncích zaoblené. Šest tyčinek má bílé nitky nesoucí podlouhlé prašníky, dvoudílný semeník mívá 6 až 8 vajíček. Plod je podlouhlá, až 2 cm velká, pukající tobolka, která obsahuje oválná, asi 1,5 mm velká semena.

## Význam
Jemně nastrouhaný oddenek (někdy uváděný jako kořen) eutremy japonské smíchaný s vodou se pod názvem wasabi používá jako přísada hlavně v japonské kuchyni, zejména do typických pokrmů jako jsou suši, sašimi a nudle. Obdobnou chuť mají i listy, ty často slouží jako voňavé dekorace.

## Pěstování
Eutrema japonská se pěstuje také uměle ve štěrkovité půdě na zavlažovaných terasovitých polích, podobně jako rýže nebo v hydroponii. Znalci však považují výpěstky z plantáží za chuťově druhojakostní.

## Galerie

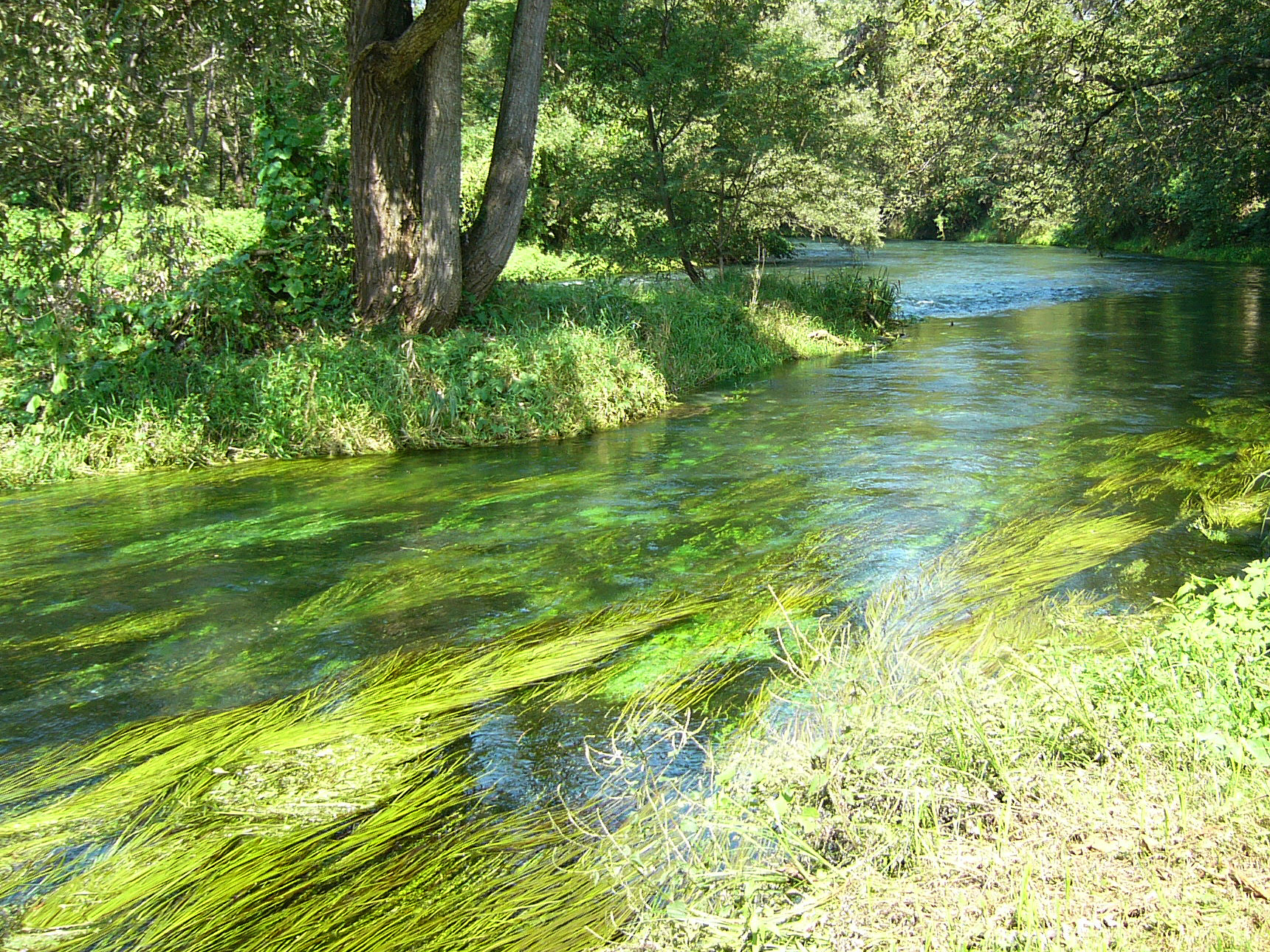
Původní prostředí
Plantáž
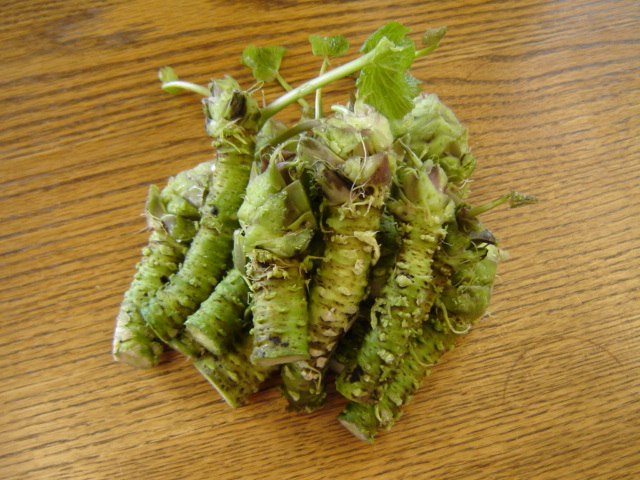
Oddenky
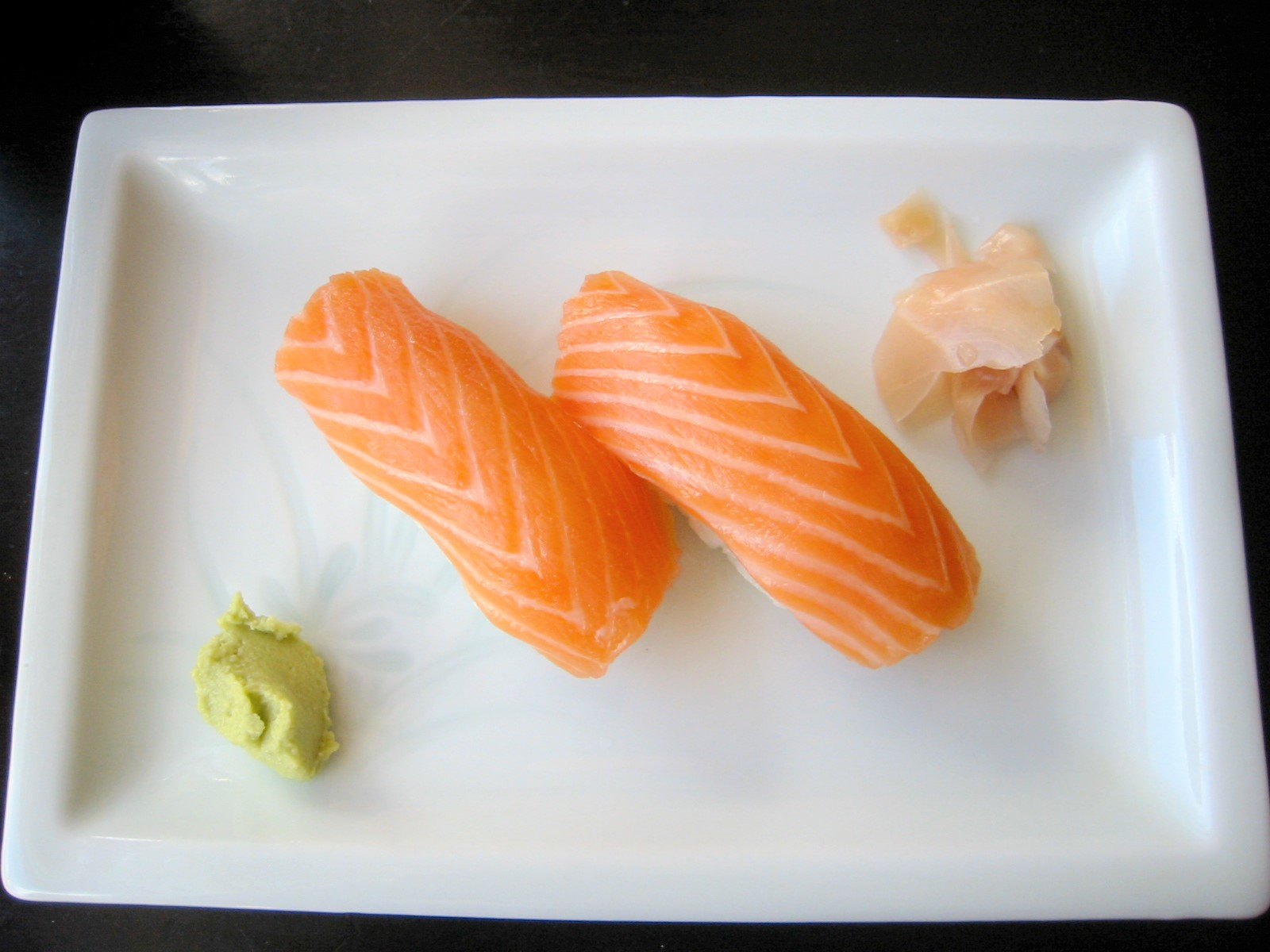
Sushi se wasabi